# Joshua Waga
Joshua Waga (* September 2006 in Berlin) ist ein deutscher Synchronsprecher.

## Leben
Joshua Waga wurde 2006 in Berlin geboren und wirkt seit 2019 in diversen Filmen und Serien als Synchronsprecher mit.
Seine ersten Hauptrollen sprach er in seinem ersten Jahr als Synchronsprecher und lieh Rodney in der Disney-Serie Bizaardvark, Nico in der KiKA-Serie Geschwisterschreck und Ezra Banks in der Netflix-Serie Die Kinderdetektei (The Inbestigators) seine deutsche Stimme. Seit bereits sieben Staffeln spricht er eine Hauptfigur in der Kinderserie Mighty Express mit Frachter Nick (Freight Nate). In der Toggolino-Serie PikWik Pack lieh er einer der Hauptfiguren, dem Nilpferd Tibor, seine Stimme.
In dem Film Schatten in meinen Augen spricht er den traumatisierten Jungen Henry. Weitere bekannte Synchronhauptrollen hatte er in den Serien Outmatched - Allein unter Genies als Marc und zuletzt in Raising Dion als Brayden.
Im Jahr 2022 sprach er seine wahrscheinlich größte Synchronrolle im Kinofilm Black Adam als Amon Tomaz.

## Synchronrollen (Auswahl)

### Filme
- 2019: Der Spion (The Courier) als Andrew Wynne
- 2019: The Dare als Dominic Jung[1]
- 2020: Zehn Tage ohne Mama als Léon
- 2021: Das Bombardement als Henry
- 2021: Weihnachten… Schon wieder?! als Wyatt
- 2022: Fullmetal Alchemist The Revenge of Scar als Toto
- 2022: Der kleine Nick auf Schatzsuche als Otto
- 2022: Black Adam als Amon Tomaz

### Serien
- 2016–2019: Bizaardvark als Rodney
- 2017–2020: Die Toten von Turin als Simeone
- 2019: Die Kinderdetektei (The Inbestigators) als Ryan[2]
- 2019: Die Kinderdetektei (The Inbestigators) als Ezra Banks (2. Stimme)[2]
- 2019: Geschwisterschreck als Nico
- 2019–2021: Love Alarm als Lee Hye-Yeong (jung)
- 2020: Outmatched – Allein unter Genies als Marc
- seit 2020: Cobra Kai als Nathaniel
- 2020: Super Wings als Adrian
- 2020: PikWik Pack als Tibor
- seit 2020: Bluey als Jack Russel
- seit 2020: Mighty Express als Frachter Nick (Freight Nate)
- 2021: Raising Dion als Brayden (seit 2. Staffel)
- 2023: Ein Mädchen namens Lay Lay (Originaltitel: That Girl Lay Lay) als Marky Alexander